# Principato vescovile di Trento
Il principato vescovile di Trento (in tedesco: Fürstbistum Trient, in latino: Archidioecesis Tridentinus) fu un antico stato ecclesiastico esistito per circa otto secoli (dall'inizio dell'XI secolo al 1803) all'interno del Sacro Romano Impero come entità semi-indipendente. I territori appartenenti legalmente al principato corrispondevano a gran parte della attuale provincia autonoma di Trento e parte della provincia autonoma di Bolzano (almeno fino al XVI secolo), oltre ad una stretta fascia in Svizzera (Engadina).
Nel 1803 il principato venne secolarizzato dall'imperatore Francesco d'Asburgo su iniziativa politica di Napoleone Bonaparte (nell'ambito della secolarizzazione di tutti i principati ecclesiastici del Sacro Romano Impero in seguito al Trattato di Lunéville del 1801), che lo annesse tra il 1806 (pace di Presburgo, dicembre 1805) e il 1810 al Regno di Baviera e quindi al napoleonico Regno d'Italia fino al 1814. In seguito alla Restaurazione del 1815, i territori appartenenti al principato non vennero restituiti al vescovo, ma l'amministrazione del territorio passò alla contea del Tirolo entro l'Impero austriaco.
Per molti secoli dalla sua fondazione, era esistito come entità statale o para-statale del Sacro Romano Impero, retta da ecclesiastici entro un complesso quadro di equilibri e intrecci politico-istituzionali e dinastici. Il principe vescovo aveva diritto di voto alla Dieta imperiale, il numero 37.

## Storia

### Età medievale

#### X secolo
Le prime attestazioni di poteri temporali attribuiti ai vescovi di Trento risalgono al periodo 933-945 con Manasse d'Arles, costretto alla resa da Berengario II d'Ivrea al suo rientro in Italia nel 945. Liutprando di Cremona documenta l'esistenza del Ducato di Trento (marca di Trento), fondato dai Longobardi, che faceva parte del Regno d'Italia, e che venne in seguito assegnato ai duchi di Baviera assieme alla marca di Verona. La marca però continuò a far parte dell'ordinamento del Regno d'Italia, mentre il ducato di Baviera continuò a far parte del regno Teutonico.

#### XI secolo
Il comitato ("comitatus") trentino, parte della marca di Verona, venne distaccato ed elevato a marca da Ottone III quando ad essa successe Ottone I di Carinzia. La nuova marca (anche se vi fu già un Ducato di Trento con altri confini in epoca longobarda) venne affidata ad Aribo di Stein nel 995, detentore di un comitato carinziano nello Jauntal e fratello del vescovo Albuino di Bressanone: ad Aribo successe il figlio e vescovo Ulrico I e poi il nipote di Aribo, Ulrico II, entrambi vescovi di Trento. Secondo le fonti attualmente disponibili il principato venne riconosciuto (e non fondato) formalmente nel 1027 dall'imperatore del Sacro Romano Impero Corrado II il Salico (nello stesso anno della fondazione del vicino Principato vescovile di Bressanone, come attestano i rispettivi diplomi imperiali di investitura). Tuttavia secondo alcuni sussiste ancora il dubbio che il Principato tridentino sia stato costituito già nel 1004 ad opera dell'imperatore Enrico II per ricompensare il vescovo Udalrico I dell'aiuto fornitogli contro Arduino d'Ivrea, sconfitto appunto nel 1004 alle chiuse della Valsugana. Secondo Walter Landi, tuttavia, quest'ultima ipotesi va posticipata, per l'appunto, al 1019/21, anni in cui morì Aribo e gli succedette il figlio e vescovo Ulrico I.
Le donazioni fatte dall'imperatore Corrado II il Salico al vescovo Udalrico II comprendevano vari territori:
- Contea di Venosta, che si estendeva dal recente Zernez in Engadina (Svizzera) fino a Merano (territori soggetti in precedenza alla Rezia Curiense).
- Contea di Bolzano, da Merano fino a Laives verso sud, e fino a Chiusa, rio Isarco e rio Bria a nord (scorporata della contea del Norital appartenente al ducato di Baviera).
- Contea di Trento, che comprendente i territori lungo l'Adige da Laives fino ad Avio, Ala, Brentonico a sud; dalla Valle dell'Adige alle valli Giudicarie e Ledro a ovest; da Trento alla Val di Fiemme e all'alta Valsugana, fino a Novaledo, ad est, oltre all'altopiano di Lavarone-Folgaria-Luserna.

Il territorio delle due contee di Trento e Bolzano ricalcava i territori dell'antico Ducato di Trento (poi marca longobarda trentina), rimasto sostanzialmente invariato in età carolingia.
Corrado II decise di investire del potere temporale i vescovi per stabilizzare la regione, spesso teatro di scontri fra i diversi principi laici dell'Impero e per favorire il passaggio dell'esercito imperiale nel nord dell'Italia, lungo due antiche strade romane della zona, la via Claudia Augusta e la via Claudia Augustia Altinate. La maggior parte delle aree comprese nei due nuovi stati era precedentemente inclusa nella Marca di Verona e nel Ducato di Baviera.
I due principi vescovi di Trento e di Bressanone furono autentici principi (a diverso titolo: "duces, comites, marchiones" ovvero duca, conte e marchese il primo, conte il secondo) del Sacro Romano Impero, soggetti solo all'autorità dell'imperatore e membri della dieta imperiale.
Ciò nonostante, la gestione economica e militare effettiva di questi territori, per diritto ecclesiastico, fu affidata ad avvocati o balivi, in primis ai consortili militari degli Appiano e dei Tirolo. Questi ultimi finirono per imporsi sulle altre famiglie laiche e progressivamente sottrassero ai vescovi parte dei loro territori, formando un'area controllata militarmente che molti secoli più tardi confluirà nella Contea del Tirolo.

#### XII secolo
Nei secoli seguenti il vescovo di Trento cercò di stabilire un solido legame con l'imperatore, allo scopo di limitare la crescente influenza sulla regione dei vari consortili gentilizi laici (in particolare quello dei Tirolo, futuri conti del Tirolo), che avevano come centro principale del loro potere il castello di Tirolo, poco sopra Merano. La famiglia dei Tirolo era di probabile origine bavarese, si insediò nel territorio e progressivamente arrivò a controllare una regione a cavallo delle Alpi tra gli attuali Tirolo e Alto Adige/Sudtirolo. Essa mirava ad ampliare i suoi domini verso sud, in particolare verso Bolzano, la Bassa Atesina e la Val Venosta, territori controllati da altre famiglie e dal vescovo di Trento. Come spesso accadeva nel Medioevo, l'autorità politica temporale del vescovo non coincideva con i confini territoriali della diocesi e le crescenti ambizioni dei Tirolo, già vassalli del vescovo, minacciavano così l'autorità della chiesa tridentina nei territori settentrionali. In seguito i Tirolo riuscirono ad usurpare illegalmente il titolo comitale a danno dei vescovi di Trento, che continuarono per secoli a rivendicare i loro diritti. Nel 1140 la contea di Venosta era già, di fatto, sotto il controllo del consortile dei Tirolo, mentre nella contea di Bolzano ancora attorno al 1170 persisteva una forma di regime consorziale tra i Tirolo e il vescovo di Trento.
Il vescovo Adelpreto II (della famiglia dei Hohenstaufen, la stessa di Federico Barbarossa), tentò di ripristinare il proprio potere temporale su tutto il territorio del principato ma cadde in battaglia, forse assassinato ad Arco il 30 settembre 1172 su mandato dei conti di Appiano. Altre fonti parlano invece della sua morte avvenuta a Rovereto alcuni anni dopo, nel 1177. L'autorità del principe vescovo fu poi ripristinata dall'imperatore Federico Barbarossa e dal figlio Enrico VI, ed il principato vescovile fu tra l'altro autorizzato a battere moneta propria e istituire nuove tasse.

#### XIII secolo

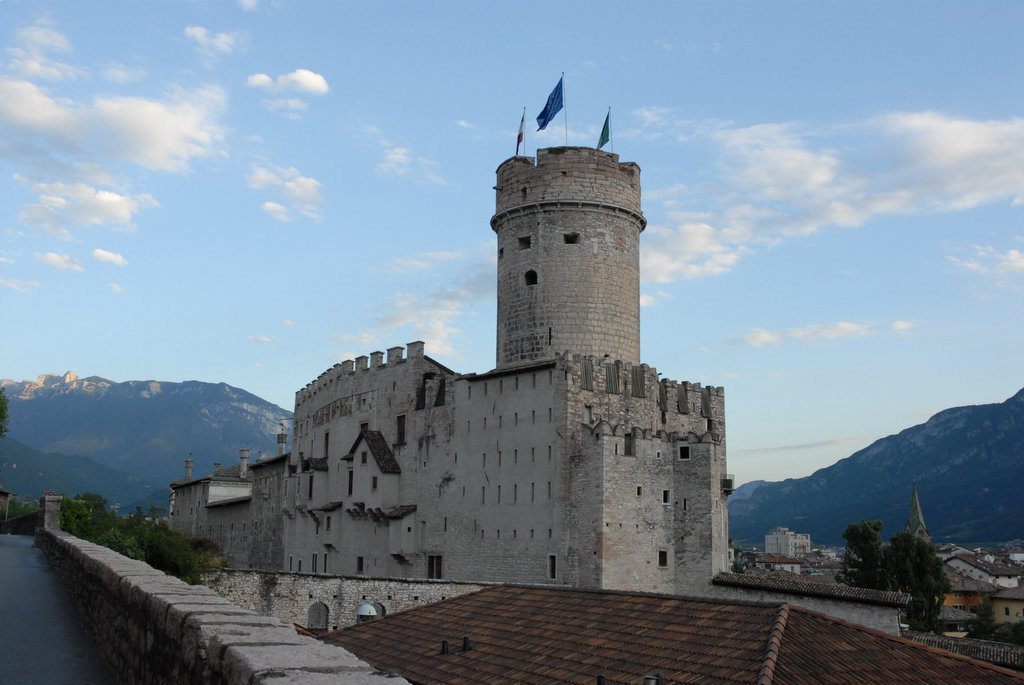
Il castello del Buonconsiglio

Il principato venne riorganizzato da Federico Vanga, una delle figure di maggior rilievo della storia del principato, parente dell'imperatore Ottone IV di Brunswick. Alleatosi con il vescovo di Bressanone e sostenuto dall'ordine religioso-militare dei Cavalieri Teutonici, al quale donò grandi patrimoni, riuscì a limitare l'influenza e la forza dei nobili laici e a riportare sotto il proprio controllo gran parte dei territori perduti. Allo scopo di imporre definitivamente l'autorità del vescovo sulla regione raccolse tutta la documentazione storica a sostegno del potere episcopale temporale nel Codex Wangianus, noto in origine come Libro di san Vigilio.
Federico promosse inoltre il commercio lungo le vie delle Alpi e si interessò in particolare delle miniere d'argento sul territorio. Le comunità germanofone trentine della Valle dei Mocheni hanno quest'origine, poiché i minatori chiamati allo scopo arrivarono per lo più dalla Germania. Lo statuto minerario emanato da Federico Vanga il 19 giugno 1209 è considerato il più antico documento ufficiale sull'estrazione mineraria alpina. In questo periodo Trento venne inoltre fortificata con la costruzione di una nuova cinta muraria e iniziarono i lavori per la costruzione della cattedrale.
La morte di Vanga in Terra santa nel 1218 durante la V crociata segnò una battuta d'arresto del principato trentino. Nel 1236 l'imperatore Federico II di Svevia depose i principi-vescovi della regione e prese direttamente il controllo militare dell'area trentina, annessa nel 1239 alla Marca trevigiana. L'amministrazione del nuovo feudo fu affidata a Sodegerio da Tito, nominato podestà imperiale nel 1238 (carica che rimase sino al 1255). Sodegerio, soprattutto negli ultimi anni del suo governo e dopo la morte di Federico II, rafforzò il sodalizio con il veronese Ezzelino III da Romano. La debolezza del vescovado indusse Alberto III del Tirolo a solidarizzare con i vicari imperiali per rivendicare il potere temporale dei vescovi locali (oltre a quelli di Coira e Salisburgo), e nel 1252 tolse al vescovo di Trento i feudi dell'estinta casa dei conti di Appiano (dopo aver ottenuto nel 1248 i feudi comitali di Bressanone).
È a questo periodo che risale l'appropriazione del titolo di 'conte' (che spettava di diritto ai vescovi di Trento e Bressanone in quanto principi diretti dell'Impero) da parte del consortile dei Tirolo, il quale cominciò a farsi chiamare non più "conti di Tirolo" bensì "conti del Tirolo".  Nella seconda metà del XIII secolo Mainardo II di Tirolo-Gorizia proseguì la politica di usurpazione ai danni dei vescovi, sottraendone una parte consistente dei territori con l'intento di dare luogo ad una vera e propria nuova compagine statale. Il conte Mainardo, come risulta dai documenti del tempo, si autodefiniva (senza averne diritto) "conte del Tirolo" (non più di Tirolo) ed era determinato ad attuare una politica espansiva ai danni dei legittimi detentori dei titoli comitali (i vescovi di Trento e di Bressanone). Seguirono una serie di scontri armati: assedio ed espugnazione del castello del 'Mal Consiglio' nel 1277 da parte dei trentini (che diventò allora 'Buonconsiglio'), al quale seguì la presa di Bolzano da parte di Mainardo (che ne rase al suolo le mura), il quale riuscì infine a prevalere. Le usurpazioni violente da parte dei Tirolo vennero progressivamente riconosciute anche dagli Asburgo (quando acquisirono il titolo imperiale) e la denominazione 'Contea del Tirolo' cominciò ad essere impiegata nonostante l'origine illegale del titolo.

#### XIV secolo

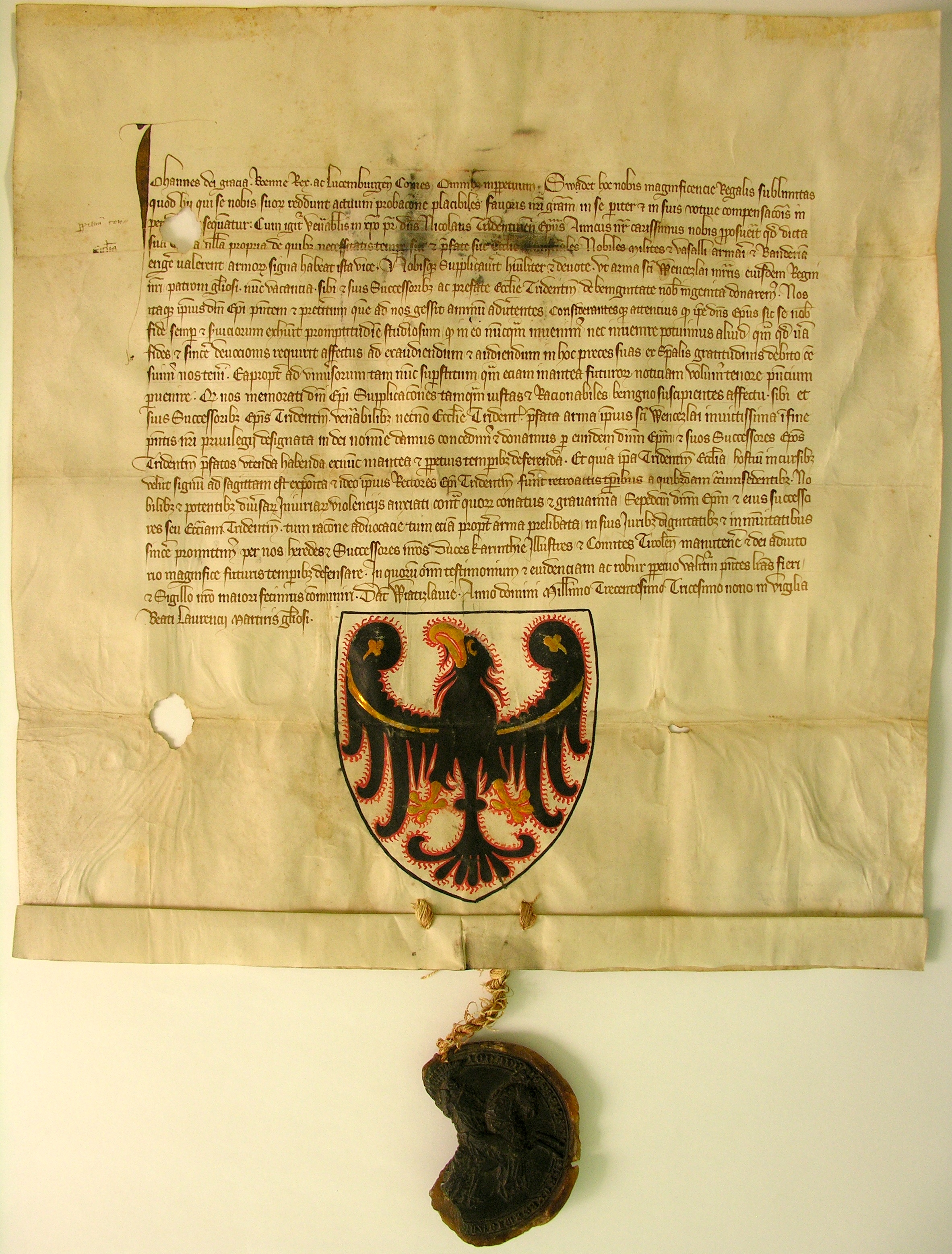
Giovanni I di Boemia, concede al principe vescovo Nicolò da Brno, lo stemma d'armi del principato vescovile di Trento il 9 agosto 1339.

Il potere temporale del vescovo venne ripristinato nel 1310, quando papa Clemente V nominò a capo della Chiesa tridentina l'abate cistercense Enrico di Metz, cancelliere del re di Germania Enrico VII di Lussemburgo. Questo segnò l'inizio di un solido legame tra Trento e la dinastia dei Lussemburgo: nel 1338 assunse la cattedra episcopale un altro cancelliere, il boemo Nicolò da Bruna, strettamente legato alla dinastia reale. Nicolò limitò il potere dei nobili e cercò di ristabilire l'unità del Principato, riorganizzando il piccolo esercito vescovile, riunito sotto un nuovo stemma unitario, ovvero l'aquila di San Venceslao (concessa il 9 agosto 1339 dal re di Boemia Giovanni).
Nel corso della seconda metà XIV secolo, durante lo scontro tra gli imperatori rivali Carlo IV e Luigi IV, il Principato fu oggetto di diverse devastazioni e venne temporaneamente annesso ai territori della Baviera.
In questo periodo il vescovo Alberto di Ortenburg fu costretto a stringere un'alleanza esclusiva e perpetua con i nuovi potenti conti del Tirolo (uno dei rami della casata degli Asburgo, dato che nel 1363 Rodolfo IV era riuscito ad acquisirne la contea per mezzo di un'abile politica che indusse Margherita Maltausch alla cessione ereditaria) attraverso la stipulazione di patti noti come Compattate (1363, di dubbia autenticità; e 1365): tali patti prevedevano la costruzione di una sorta di alleanza militare tra il conte del Tirolo e i vescovi locali, di fatto usurpandone il legittimo potere politico, segnandone di fatto la fine di una politica estera e militare autonoma, o comunque limitando l'autonomia del Principe vescovo con alterne vicende.

#### XV secolo
All'inizio del XV secolo il vescovo Giorgio I di Liechtenstein (1390-1419) tentò di smarcarsi dalla subordinazione del Principato nei confronti dei Tirolo, non riconoscendo l'alleanza e ponendosi direttamente sotto l'autorità dell'imperatore. Tuttavia in questo periodo vi fu una decisa perdita di potere del vescovo nei confronti della città e della campagna. Il carico fiscale imposto dal vescovo e le ingerenze tirolesi provocarono una rivolta generale a Trento, quindi nelle campagne e nelle valli (1407), in seguito alla quale venne promulgato un abbozzo di statuto comunale. Sperando di ottenere l'appoggio militare della Repubblica di Venezia, i rivoltosi costrinsero il principe vescovo all'esilio, mentre elessero Rodolfo Belenzani capitano del popolo. Privi però di appoggio esterno vennero sconfitti il 5 luglio 1409 dalle truppe asburgiche (Belenzani cadde combattendo sul campo). Le nuove istituzioni comunali non vennero però soppresse e costituirono da allora in poi un nuovo soggetto politico nella storia trentina.
Alla morte di Giorgio I di Liechtenstein la cattedra episcopale venne affidata al nipote del re di Polonia, Alessandro di Masovia (1423-1444). Sostenitore di una coraggiosa politica di allontanamento dal Tirolo, cercò di far avvicinare Trento a Venezia e Milano. L'atteggiamento dispotico del vescovo polacco provocò però un'altra rivolta sanguinosa con l'intervento delle truppe austro-tirolesi (1435). Alla morte di Alessandro, divenuto in precedenza cardinale, il Principato sprofondò nell'anarchia con uno scisma interno: il capitolo della cattedrale e l'Impero nominarono un vescovo che operava nel nord della Diocesi, mentre papa Eugenio IV e Venezia sostennero un ex abate che governava il sud dell'Episcopato.

### Età moderna

#### XVI secolo: la "rifondazione" del Principato

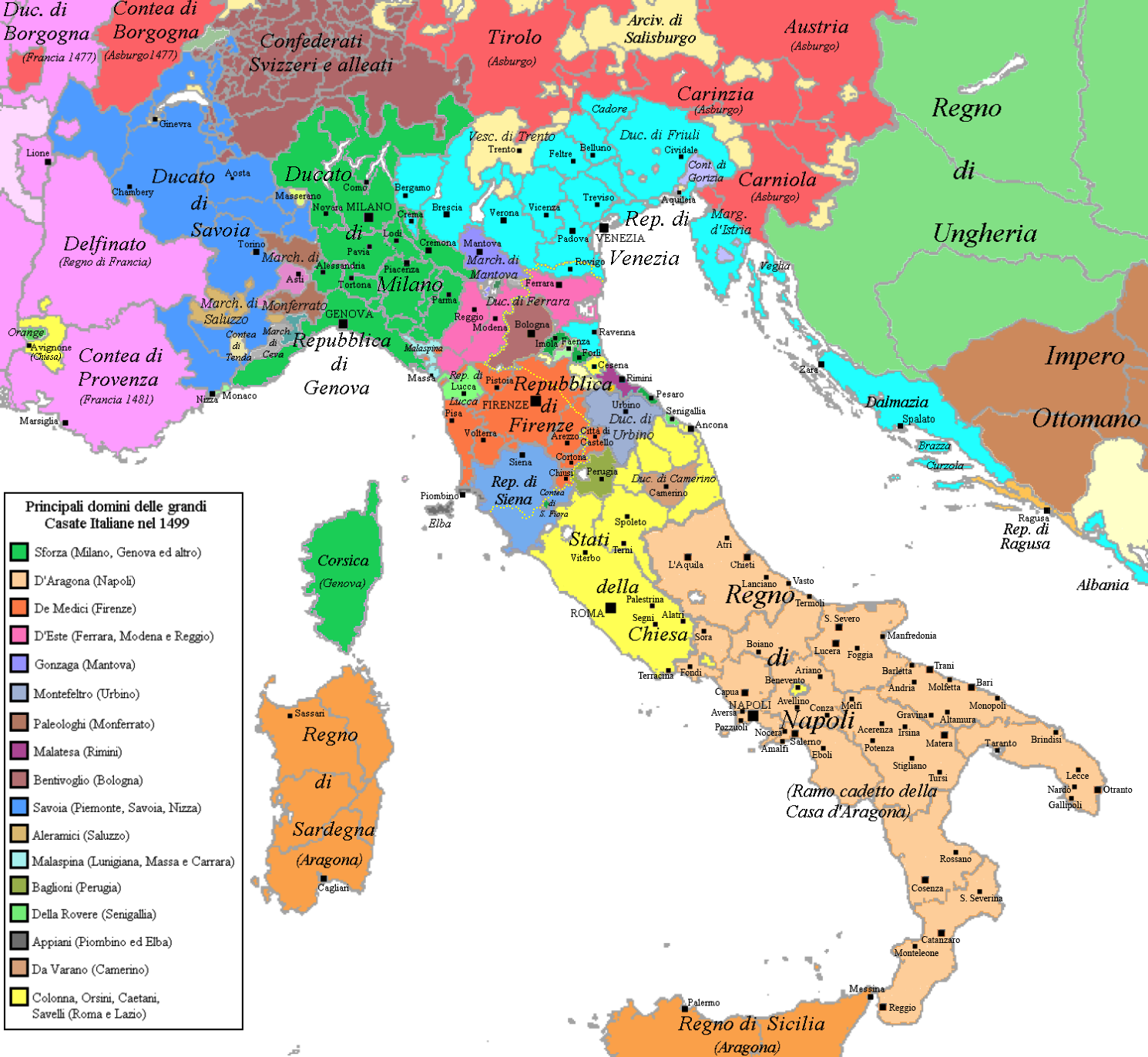
Stati italiani nel 1499

Nel giugno del 1511 Trento e Bressanone firmarono un accordo noto come Landlibell con il quale i due Principati divennero "confederati perpetuamente" con la Contea del Tirolo (sempre per motivi militari). Durante la guerra che vide Venezia, nel 1519, tentare un'invasione del Principato, le truppe imperiali dei Lanzichenecchi vennero in aiuto delle truppe tirolesi e trentine del Principe vescovo, riuscendo a sconfiggere la Serenissima, il cui esercito subì una sonora sconfitta nella battaglia di Calliano (10 agosto 1487), nonostante fosse molto superiore per numero di armati e di cavalieri.
In città e nelle campagne ci furono inoltre episodi di pestilenze (1510 e 1512), carestie (1512, 1519-1520) e un terremoto nel 1521: questi episodi tragici segnarono l'inizio di una forma di resistenza al potere degli Asburgo. Una rivolta armata, nell'ambito della generale sollevazione dei contadini in Germania nelle prime fasi della Riforma protestante e dilagata in varie regioni dell'Impero (la Bauernkrieg, guerra dei contadini tedeschi), venne organizzata in ambito tirolese a partire dal 1525 dai ribelli guidati da Michael Gaysmair (1490-1532), il quale aveva stabilito un complesso piano di liberazione dei territori di Trento e Bressanone con l'istituzione di una repubblica contadina, la nazionalizzazione delle terre e delle miniere, l'abolizione della nobiltà e del ruolo stesso della Chiesa cattolica, a favore di una fede di stampo luterano basata su una relazione diretta con Dio.
I rivoltosi mancavano comunque di organizzazione e vennero facilmente uccisi nelle battaglie della Valle Isarco e di Vipiteno dalle truppe mercenarie austriache, con l'appoggio del vescovo Bernardo Clesio. Lo stesso Gaysmair venne ucciso da un sicario dell'arciduca Ferdinando d'Asburgo a Padova nel 1532. Un migliaio di ribelli tirolesi si rifugiarono in Moravia, vicino Auspitz, dove organizzarono le "fraterne fattorie" (Bruderhöfe).
Il cardinale Bernardo Clesio è considerato l'autentico rifondatore dell'autorità dei principi di Trento, vescovo trentino e italiano dopo una serie di vescovi tedeschi. Consigliere dell'imperatore Massimiliano d'Asburgo e amico di Erasmo da Rotterdam, egli giocò un ruolo importante nell'elezione di Carlo V a Francoforte nel 1519 e in quella di Ferdinando I in qualità di re di Boemia. La sua personalità permise di superare la subordinazione trentina nei confronti del Tirolo e garantì la sovranità su Castelbarco e Rovereto. Con l'episcopato di Clesio il capoluogo del Principato venne fortemente rinnovato: venne predisposto infatti un nuovo assetto urbanistico e una nuova grande chiesa, Santa Maria Maggiore, anche in vista del grande Concilio che venne ospitato (1545-1563). Lo statuto che il cardinale promulgò per Trento nel 1528 rimase in vigore fino al 1807.
Le grandi riforme avviate da Clesio vennero completate dal suo successore, il cardinale Cristoforo Madruzzo, anch'egli trentino. Grazie al Concilio e alla politica di questo periodo il Trentino godette di una forte crescita economica nell'ambito delle miniere, delle manifatture e del commercio. La presenza, dovuta al Concilio, di uomini di cultura e di studiosi prevalentemente di lingua italiana, contribuì alla diffusione degli ideali rinascimentali e della cultura italiana. In seguito, l'introduzione della Controriforma determinò una decisa inversione di tendenza rispetto al passato, con la definitiva diffusione della lingua italiana a scapito di quella tedesca, molto diffusa in precedenza fra i chierici della curia ma anche in parte sul territorio (nei centri urbani presso i ceti commerciali, spesso famiglie di origine germanica), anche a causa del fatto che prima del Clesio vi furono una serie di vescovi di lingua tedesca (nominati su pressione imperiale). Dopo il cardinale Cristoforo Madruzzo salirono alla cattedra episcopale altri tre vescovi della stessa famiglia trentina dei Madruzzo.

#### XVII secolo
All'interno del principato, oltre alla tutela militare di fatto degli Asburgo quali conti del Tirolo, si vennero a confermare delle piccole entità subordinate su proprietà di nobili famiglie, come i Cles, i Madruzzo, i Lodron, i Castelbarco, ma anche delle forme diverse di organizzazione come il "Libero comune di Storo", le "Sette pievi delle Giudicarie", i "Quattro vicariati", le quali godevano di una certa autonomia sulla base di Statuti riconosciuti, pur riconoscendosi anche l'autorità superiore del Vescovo e dell'Imperatore dei Romani, mentre la restante parte del territorio era soggetta al dominio diretto del Vescovo.
Nel XVII secolo il principato soffrì le conseguenze economiche della guerra dei trent'anni e la decadenza dei commerci con il Veneto. Nella prima metà del secolo, l'Episcopato venne retto dai membri della dinastia Madruzzo, che si passarono la carica di principe vescovo da zio a nipote: Ludovico, Carlo Gaudenzio (creati cardinali dal papa) e Carlo Emanuele governarono il Trentino per un secolo, controllando indirettamente anche il principato vescovile di Bressanone, sino alla morte di Carlo Emanuele nel 1658.

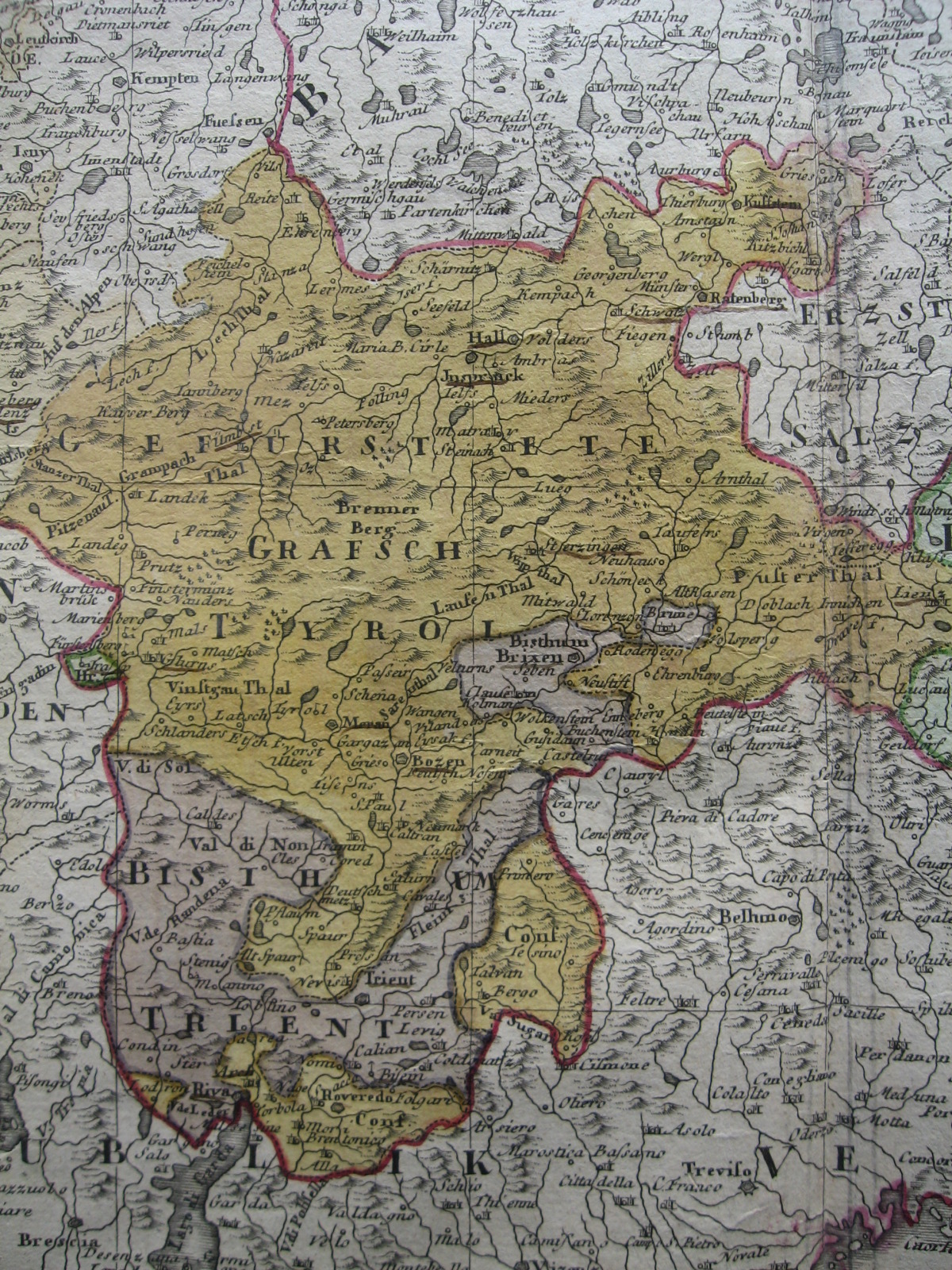
Mappa storica (1788)

In quest'anno l'imperatore d'Austria Leopoldo I assegnò il Principato all'arciduca Sigismondo Francesco d'Austria, fratello del conte del Tirolo. Il Trentino ritornava dunque nell'orbita tirolese, sebbene nel 1662 venisse siglato un accordo tra gli Asburgo e il capitolo di Trento sulla giurisdizione ecclesiastica a favore di Trento. Tre anni dopo Sigismondo Francesco morì e il Principato (assieme a tutta la Contea del Tirolo) tornò nell'orbita più ristretta degli Asburgo.
Questo non significò tuttavia la perdita dello status di semi-indipendenza per il Principato, che sotto la tutela asburgica ottenne alcuni vantaggi: il pareggio di bilancio nel 1683, il completamento di una parte del Castello del Buonconsiglio di Trento, la bonifica di zone paludose nella valle dell'Adige, dove venne introdotta la coltivazione del riso.

#### XVIII secolo
La situazione peggiorò all'inizio del XVIII secolo, quando il Principato e venne invasi dalle truppe francesi (mentre quelle bavaresi invadevano il Tirolo), e la stessa città di Trento venne assediata per una settimana (settembre 1703). La minaccia più pericolosa per l'autonomia del Principato fu la richiesta dell'imperatore Carlo VI di riunire direttamente sotto la corona asburgica tutti i territori che appartenevano o erano controllati dalla sua dinastia. Inizia così la strenua lotta contro la politica centralizzatrice di Vienna. Le pressioni austriache e la politica arrendevole del vescovo Domenico Antonio Thun, porta a cedere all'Austria la giurisdizione diretta di alcuni territori di confine (1741).
I vescovi trentini successivi, e in particolare Leopoldo Spaur, continuarono la loro battaglia per l'indipendenza contro l'autorità imperiale austriaca che ormai li trattava più da sudditi che non da principi confederati. La situazione si aggravò al punto che perfino la corte di Roma inoltrò le proprie proteste ufficiali contro tale atteggiamento. Tuttavia, le pesanti ingerenze austriache nel governo del principato provocano con la politica di restrizioni economiche e doganali verso Venezia un grave ristagno del commercio: si impone infatti ai principati di Trento e di Bressanone di uniformarsi alla politica daziaria ed al blocco commerciale verso la repubblica veneta, fino all'invasione napoleonica del 1796.

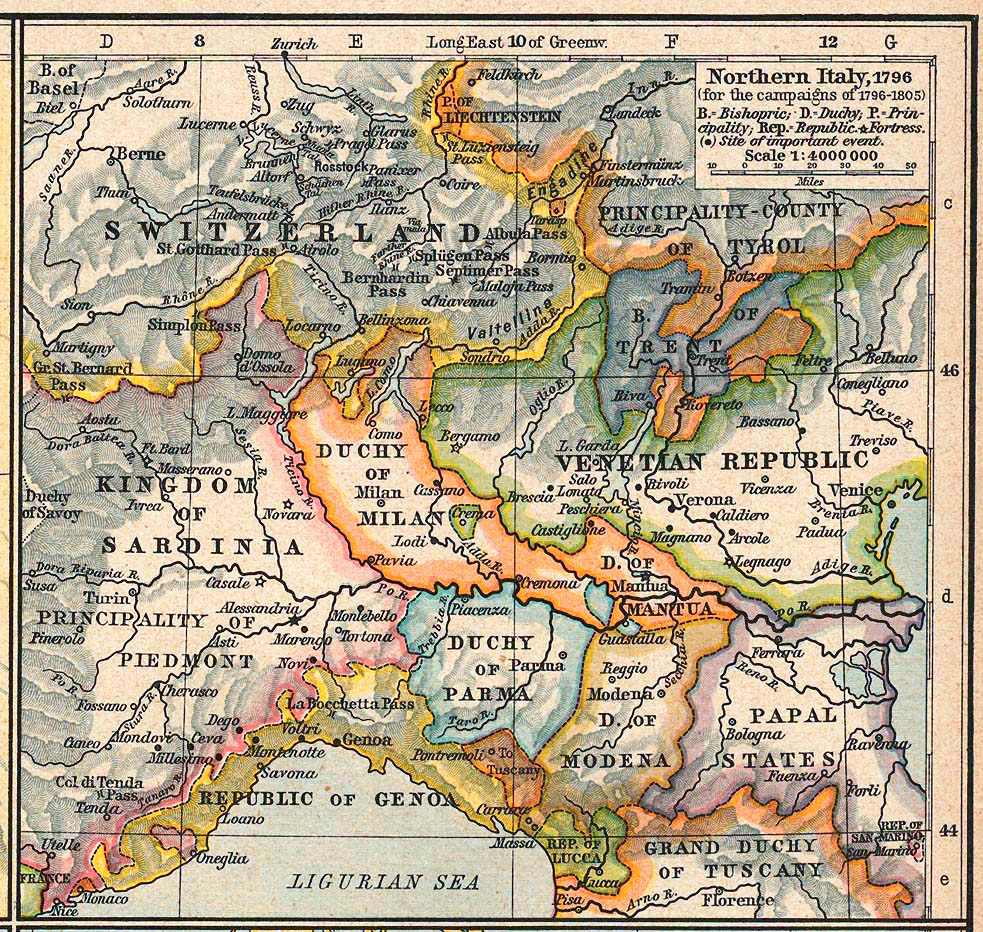
L'Italia settentrionale prima dell'invasione di Napoleone

#### Secolo XIX
Con il trattato di Lunéville (9 febbraio 1801) si avviò la secolarizzazione degli stati ecclesiastici, realizzata definitivamente nel 1803. Tra il 1806 (in seguito alla pace di Presburgo del dicembre 1805) e il 1810 il territorio del Principato fece parte del filo-napoleonico Regno di Baviera. Nel 1809, durante la guerra della quinta coalizione, tornò brevemente sotto il controllo dell'esercito asburgico, affiancato dagli insorti al comando di Andreas Hofer i quali, dopo alcuni scontri con alterne vicende tra Vezzano e la Valle dell'Adige fino alla città di Trento, furono infine sopraffatti dai napoleonici. Il successivo trattato di pace sancì il passaggio di Trento e Bolzano al Regno d'Italia (dipartimento dell'Alto Adige).
Il 1815 con la Restaurazione segnò la fine definitiva del Principato, inglobato nell'Impero asburgico d'Austria quale parte della Contea del Tirolo. Il territorio del vecchio principato vescovile venne subordinato all'Imperial Regio Capitanato di Innsbruck, sebbene nel sistema austroungarico fosse previsto il controllo su tutti gli atti dell'amministrazione da parte dei giudici locali (distrettuali) con competenza su piccoli gruppi di comuni o su singole vallate. Al vescovo di Trento rimasero i titoli puramente formali di Principe e di Sua Altezza, titoli definitivamente aboliti (come tutti gli altri titoli nobiliari spettanti ad ecclesiastici) solo nel 1953 per volere di Papa Pio XII.

## Elenco dei Principi vescovi di Trento
- Udalrico II † (1022 - 25 febbraio 1055 deceduto), Principe dal 1027
- Azzo † (1055 - 14 ottobre 1065 deceduto)
  - Sede vacante (1065-1068)
- Enrico I † (1068 - dopo il 15 novembre 1082 deceduto)
- Bernardo II (Pervaldo) † (1082 - 1084)
- Adalberone † (1084 - 1106)
- Gebardo † (prima del 21 ottobre 1106 - 1120 deceduto)
- Adelpreto I † (1120 - 1124)
- Altemanno † (prima di agosto 1124 - 27 marzo 1149 deceduto)
- Arnoldo II † (1149 - 2 febbraio 1154 deceduto)
- Eberardo † (1154 - 18 giugno 1156 deceduto)
- Beato Adelpreto II † (17 settembre 1156 - 8 marzo 1177 deceduto)
- Salomone † (prima del 1º agosto 1177 - 30 dicembre 1183 deceduto)
- Alberto Madruzzo † (prima del 15 marzo 1184 - 20 novembre 1188 deceduto)
- Corrado di Beseno † (6 dicembre 1188 - 10 marzo 1205 dimesso)
- Federico Vanga † (9 agosto 1207 - 6 novembre 1218 deceduto)
- Adelpreto di Ravenstein † (novembre 1219 - dopo il 27 dicembre 1223 deceduto)
- Gerardo Oscasali † (1224 - novembre 1232 deceduto)
- Aldrighetto di Castelcampo † (novembre 1232 - 1247 deceduto)
- Egnone di Appiano † (8 novembre 1250 - 25 marzo 1273 deceduto)
- Enrico II, O.T. † (29 settembre 1274 - 1289 deceduto)
- Filippo Bonacolsi, O.F.M. † (31 luglio 1289 - 8 dicembre 1303 nominato vescovo di Mantova)
- Bartolomeo II Querini † (10 gennaio 1304 - 23 aprile 1307 deceduto)
- Enrico di Metz † (23 maggio 1310 - 9 ottobre 1336 deceduto)
- Nicolò Alreim da Brno[10] † (3 luglio 1338 - 1347 deceduto)
  - Gerardo da Manhauc † (12 dicembre 1347 - 1348 deceduto) (vescovo eletto)
- Giovanni di Pistoia † (27 ottobre 1348 - 23 ottobre 1349 nominato vescovo di Spoleto)
- Mainardo di Neuhaus † (4 novembre 1349 - 1360 dimesso)
- Alberto di Ortenburg † (31 agosto 1360 - 9 settembre 1390 deceduto)
- Giorgio di Liechtenstein † (7 novembre 1390 - 20 agosto 1419 deceduto)
  - Giovanni da Isny † (1419) (vescovo eletto)
  - Armando de Cilli † (1421) (vescovo eletto)
  - Ernesto Auer † (1422) (vescovo eletto)
  - Enrico Flechtel † (2 marzo 1422 - 1423) (vescovo eletto)
- Alessandro di Masovia † (20 ottobre 1423 - 2 giugno 1444 deceduto)
- Benedetto da Trento † (12 ottobre 1444 - 1446 dimesso)
- Giorgio Hack † (16 ottobre 1446 - 23 agosto 1465 deceduto)
- Giovanni Hinderbach † (12 maggio 1466 - 21 settembre 1486 deceduto)
- Udalrico Frundsberg † (11 luglio 1488 - 10 agosto 1493 deceduto)
- Udalrico Lichtenstein † (20 agosto 1493 - 16 settembre 1505 deceduto)
- Giorgio Neideck † (25 settembre 1505 - 5 giugno 1514 deceduto)
- Bernardo Cles † (25 settembre 1514 - 30 luglio 1539 deceduto)
- Cristoforo Madruzzo † (5 agosto 1539 - 14 novembre 1567 dimesso)
- Ludovico Madruzzo † (14 novembre 1567 succeduto - 2 aprile 1600 deceduto)
- Carlo Gaudenzio Madruzzo † (2 aprile 1600 succeduto - 14 agosto 1629 deceduto)
- Carlo Emanuele Madruzzo † (14 agosto 1629 succeduto - 15 dicembre 1658 deceduto)
- Sigismondo Francesco d'Austria † (7 febbraio 1659 - 28 maggio 1665 dimesso)
- Ernesto Adalberto d'Harrach † (11 novembre 1665 - 25 ottobre 1667 deceduto)
- Sigismondo Alfonso Thun † (9 settembre 1668 - 2 febbraio 1677 deceduto)
- Francesco Alberti Poja † (3 ottobre 1678 - 4 febbraio 1689 deceduto)
- Giuseppe Vittorio Alberti di Enno † (10 dicembre 1691 - 31 dicembre 1695 deceduto)
- Giovanni Michele Spaur † (24 settembre 1696 - 22 aprile 1725 deceduto)
- Giovanni Benedetto Gentilotti † (9 settembre 1725 - 20 settembre 1725 deceduto)
- Antonio Domenico Wolkenstein † (8 aprile 1726 - 5 aprile 1730 deceduto)
- Domenico Antonio Thun † (22 novembre 1730 - 7 settembre 1758 deceduto)
  - Leopoldo Ernesto Firmian † (29 maggio 1748[11] - 1755[12])
- Francesco Felice Alberti di Enno † (7 settembre 1758 succeduto - 31 dicembre 1762 deceduto)
- Cristoforo Sizzo de Noris † (22 agosto 1763 - 13 giugno 1776 deceduto)
- Pietro Vigilio Thun † (16 settembre 1776 - 17 gennaio 1800 deceduto)
- Emanuele Maria Thun † (11 agosto 1800 - 9 ottobre 1818 deceduto); deposto come Principe nel 1802

## Galleria d'immagini

Bandiera fino al 1796[13]
Bandiera dal 1801 al 1802[13]